# Pastoral (religió)
Pastoral o Acció pastoral (Església Catòlica) és “la totalitat de l'acció de l'Església i dels cristians a partir de la praxi de Jesús, de cara a la implantació del Regne de Déu a la societat””, o també “el conjunt d'activitats per les quals l'Església realitza la seva missió, que consisteix primàriament a continuar l'acció de Jesucrist.
La paraula pastoral deriva de pastor, que era un element constant en el món bíblic. En la simbologia bíblica, Déu és comparat amb el pastor, aquell que té al mateix temps autoritat i sol·licitud envers les seves ovelles. Jesús també és comparat amb el bon pastor en l'Evangeli de Joan. Tot i que el concepte de pastoral està molt arrelat al món cristià alguns autors per fer-lo més comprensible han proposat, sense èxit, abandonar el concepte substituint-lo pel de “praxi eclesial”, així, segons ells, es comprendria millor aquesta acció com a praxi de tots els cristians dins d'una eclesiologia integral.
El primer tret de la pastoral és l'acció. Segons com entenguem, d'una banda, el projecte de Jesús, la realitat de l'església, i la comesa de la seva missió al món i, per una altra, segons com interpretem el món i la societat actual, en la seva evolució, tindrem una o una altra concepció de la pastoral o de l'acció pastoral. Com a institució, l'Església actua no solament en la transmissió d'idees, valors i ideologies, sinó també en el servei a la comunitat. La teologia que estudia aquesta acció es diu Teologia pastoral o Teologia pràctica.

## Objectius
Evangelitzar, proclamant l'Evangeli de Jesucrist, per mitjà del servei, del diàleg, de l'anunci i del testimoniatge de comunitat, a la llum de l'evangèlica opció pels pobres, promovent la dignitat de la persona, renovant la comunitat, formant el poble de Déu i participant de la construcció d'una societat justa i solidària.

## Funcions
L'Església Catòlica realitza la seva acció a través de tres funcions pastorals:
- Funció profètica: abasta les diverses formes del ministeri de la Paraula de Déu (evangelizació, catequèsi i homilia), bé com la formació espiritual dels catòlics;
- Funció litúrgica: es refereix a la celebració dels sagraments, sobretot de l'Eucaristia, de l'oració i als sacramentals;
- Funció real: diu respecte a la promoció i orientació de les comunitats, a l'organització de la caritat i a l'animació cristiana de les realitats terrestres. En aquest últim aspecte, l'acció de l'Església engloba camps de la societat com la salut, la joventut, la solidaritat, l'educació i el medi ambient.

## Àmbits de la pastoral[5]
Segons la realitat social, econòmica, política i religiosa del territori on se situa l'orgue, parròquia, zona o diòcesi eclesial la pastoral pot actuar en els següents àmbits:
- Pastoral de joventut
- Pastoral universitària
- Pastoral litúrgica
- Pastoral social
- Pastoral penitenciària
- Pastoral de catequesi d'adults
- Pastoral de catequesi d'infants
- Pastoral obrera, POTI
- Pastoral rural
- Pastoral d'atenció als drogodepedents/es
- Pastoral del salut
- Pastoral familiar
- Pastoral turística

## Els instruments d'acció pastoral
Per portar a terme la Pastoral o l'Acció pastoral es pressuposa disposar en general d'una sèrie d'instruments:
1/ Les unitats específiques (consell pastoral parroquial, zona, arxipestrat, delegació diocesana, la diòcesi, etc.) on es dissenyarà, es portarà a terme i s'avaluarà l'acció, 2/ L'existència d'agents de pastoral i dispositius per la seva formació, i 3/ El Pla de Pastoral o Pla d'Acció Pastoral.
Els Plans d'Acció Pastoral, o Plans Pastoralstenen en general uns requisits previs (estudis sociològics, demogràfics, socioeconòmic, etc.), i en general es concreten en els següents ítems:
a/ Anàlisi de la realitat i selecció d'objectius: pocs i que siguin fonamentals i englobants, d'acord amb l'Evangeli i al que l'Església demana avui, coneixent la realitat eclesial i social, les necessitats més sentides d'aquells als quals s'ha d'evangelitzar.
b/ La selecció d'accions: poques i derivades dels objectius, realitzables i no només utòpiques o com a declaració de bones intencions. Han de ser sentides, enteses i assumides pels interessats.
c/ La forma d'executar les accions fixant molt bé els destinataris, els mitjans, els responsables i la metes.
E/ L'avaluació realista amb criteri de continuïtat per poder rectificar i seguir caminant. Implica una avaluació anual, on deuen estar representats totes les forces que componen la comunitat on s'actua (agents pastorals, entitats, col·lectius, moviments, grups específics, preveres, etc.). I comporta la redacció d'un informe periòdic escrit i la publicació dels resultats.

## Instruments especíalitzats en pastoral de les diòcesis catalanes
Des de l'any 1968 les diòcesis de l'Església catalana disposa, independentment dels orgues o delegacions específiques de cada diòcesi, de dos centres de formació i d'estudis interdiocesans especialitzats en pastoral en general, el Centre d'Estudis Pastorals, i en pastoral litúrgica el Centre de Pastoral Litúrgica que actuen a les diverses diòcesis.